# Madeirski zovoj
Madeirski zovoj (lat. Pterodroma madeira) je mala morska ptica iz porodice zovoja. Prije je smatrana podvrstom sivog zovoja, ali se ispostavilo da te vrste nisu uopće slične. Madeirski zovoj blisko je povezana s zelenortskim zovojem, pticom koja je također odvojena od sivog zovoja. 
Ime je dobila po Paulu Alexanderu Zinu, portugalskom ornitologu, koji je na njezinu očuvanju radio u drugoj polovici 20. stoljeća.
Ima siva leđa i krila. Donja strana krila je tamna, a trbuh je bijel. Duga je 32-34 cm, s rasponom krila 80-86 cm. Teška je 200-230 grama. Jako nalikuje Feinoj burnici, ali ima tanji crni kljun.
Ima jako brz i nagao let. Hrani se planktonskom hranom s površine oceana.

## Vanjske poveznice
|  | Zajednički poslužitelj ima još gradiva o temi Pterodroma madeira |
|  | Wikivrste imaju podatke o taksonu Pterodroma madeira             |